# Biblioteca del Dipartimento di Matematica "Guido Castelnuovo"
La Biblioteca del Dipartimento di Matematica dell'Università di Roma "Sapienza", con un patrimonio di più di 100.000 documenti, oltre a un fondo antico di particolare pregio, costituisce la più completa biblioteca in Italia e tra le maggiori nel mondo, nell'ambito della matematica.

## Storia
La Biblioteca nasce dalla esigua raccolta libraria appartenente alla Pontificia Scuola degli Ingegneri di Roma, istituita nel 23 ottobre 1817 da Pio VII.
Trasferita la Scuola nel Palazzo della Sapienza, ora sede dell'Archivio di Stato, il fondo librario venne ospitato dalla Biblioteca Alessandrina, pur conservando un catalogo separato.
Come importante biblioteca tecnica e matematica si afferma solo dopo il 1870 per iniziativa del prof. Luigi Cremona, direttore della Reale Scuola di Applicazione degli Ingegneri. L'ulteriore trasferimento della Scuola nel convento di San Pietro in Vincoli comportò lo spostamento della biblioteca, nel 1876, nell'ex refettorio dei frati.
Negli anni il patrimonio si arricchì grazie ad una politica oculata degli acquisti. Contribuirono alla sua affermazione l'acquisizione delle pubblicazioni della Società Italiana di Scienze, nel 1878, che comprendevano le collezioni degli Atti delle più importanti Accademie e Società scientifiche e anche le donazioni di illustri studiosi quali, per esempio, Guido Castelnuovo, Vito Volterra, Tullio Levi Civita, Francesco Severi, Federigo Enriques. 
Nei decenni seguenti la biblioteca, pur mantenendo la sua funzione storica e di conservazione per la storia matematica, si specializza ulteriormente nei settori della matematica pura e applicata.

## La sede attuale

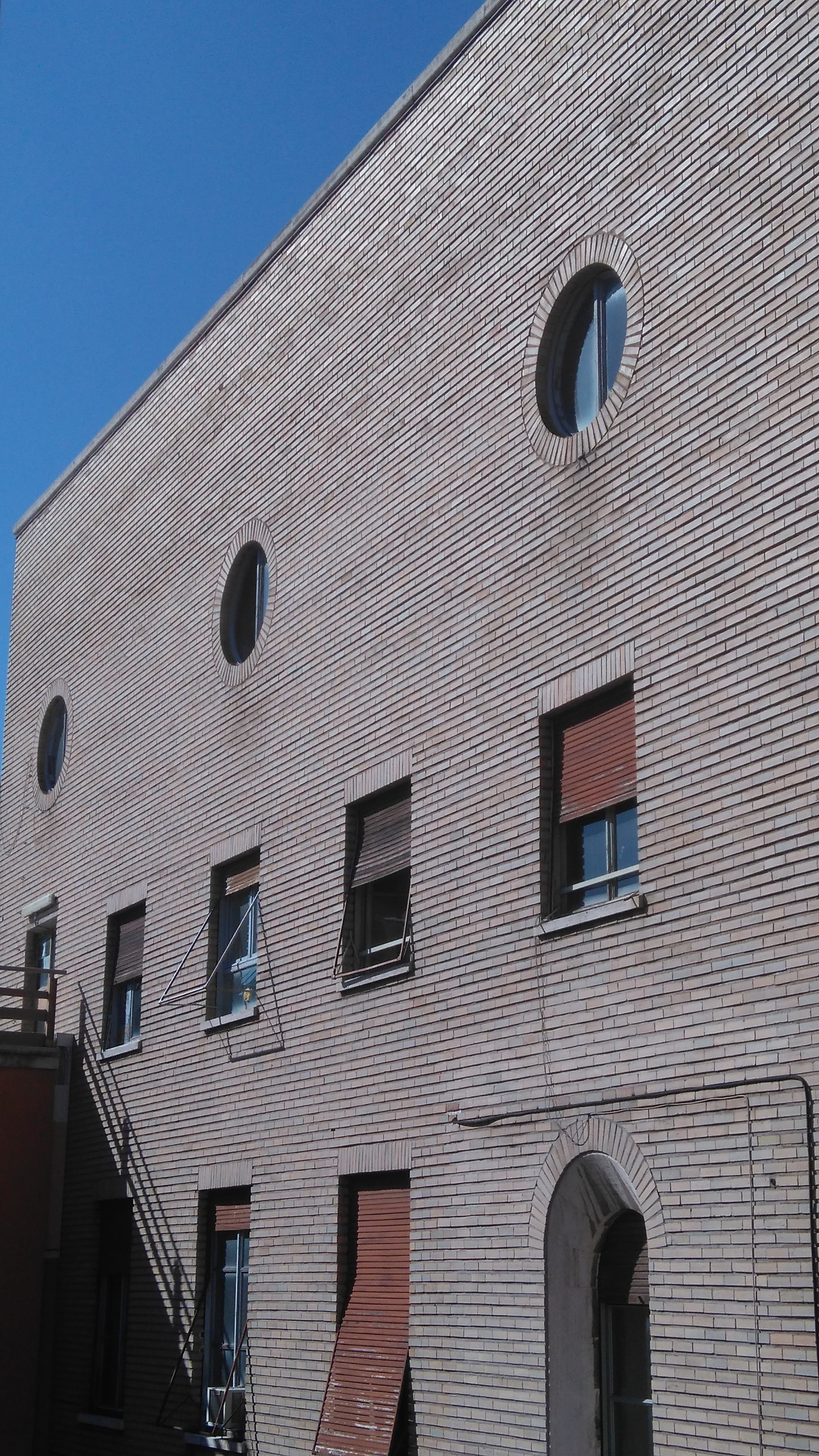
Finestre cortile interno biblioteca Castelnuovo

L'attuale sede della biblioteca, come l'intero edificio di Matematica in cui si trova, fu progettata e realizzata, nel 1935, nell'ambito della costruzione della città universitaria piacentiniana dall'architetto Gio Ponti. Il progetto architettonico è da considerarsi uno dei pochi esempi esistenti nelle università italiane di uno spazio concepito specificatamente per una biblioteca.
Ubicata al secondo piano del dipartimento, occupa 640 m² di superficie ed è strutturata in due grandi sezioni : la sala consultazione interna (a scaffale aperto) e due sale di lettura esterne aperte liberamente a tutti. La sala interna, riservata invece ad utenti muniti di tesserino d'ingresso, prevede quattro piani di scaffalature e due piani di magazzini. La grande vetrata sull'ingresso, anch'essa dipinta da Gio Ponti, è andata distrutta durante la seconda guerra mondiale e sostituita da altro materiale.

## Patrimonio
Sono presenti oltre 100.000 volumi tra monografie (55.000), periodici (1300 titoli) e un Fondo antico di circa 2500 opere pubblicate tra il 1482 e il 1830.
La biblioteca ha partecipato a diversi progetti che hanno portato alla digitalizzazione di molti volumi del suo prezioso patrimonio storico. Alla copia digitalizzata dei volumi si accede direttamente dall'OPAC della biblioteca cliccando sull'icona "oggetto digitale".
Dal 2006 la biblioteca cataloga per mezzo del software "Sebina" e aderisce al polo RMS, nell'ambito del Servizio bibliotecario nazionale.
Dal 2019 la biblioteca cura il materiale d'archivio in essa conservato: sono attualmente ordinati il fondo Ugo Amaldi, il fondo Luigi Cremona e il fondo Roberto Marcolongo.

## Fondo antico
Le opere provengono, per la maggior parte, dalla Biblioteca della Reale Scuola di Applicazione degli Ingegneri, dove erano pervenute sia per acquisto diretto, sia per donazione da parte di studiosi bibliofili ed appassionati cultori della materia. Le edizioni più preziose sono quelle edite tra il XV ed il XVIII secolo: tra di essi nove incunaboli e centoquaranta cinquecentine. Numerose sono le prime edizioni, le opere bibliologicamente rare, i testi pregiati per la fama del tipografo, per la ricchezza dell'apparato iconografico, per l'eleganza della legatura. Tra i nove incunaboli si segnalano:
- la prima edizione a stampa del 1482 degli Elementi di Euclide[3]
- la prima edizione del 1483 delle Tavole alfonsine[4]
- due edizioni (1482 e 1499) della Sphera mundi di Sacrobosco[5][6]
- prima edizione del 1495 delle Tavole di Giovanni Bianchini[7]
- prima edizione del 1496 dell'Epitoma in Almagesto del Regiomontano o Johannes Regiomontanus
- Il "Libro d'abacho"[8] di Pietro Borghi del 1491, importante trattato di matematica commerciale. Di quest'opera si contano diciassette edizioni: è uno dei più conosciuti libri di matematica del XVI secolo

## Eventi
Nel corso degli anni la biblioteca ha organizzato diverse mostre:
- Math is Fun: la matematica nei testi di divulgazione, edizioni dal 2017 al 2020
- Le radici del sapere scientifico, 2010
- La rinascita e lo sviluppo dell'astronomia in occidente dal secolo XIII al secolo XIX attraverso i testi fondamentali, 2009
- Il sistema eliocentrico. Le origini, la rinascita, la Nuova Scienza: da Aristarco di Samo a Newton, 2008
- Tecnologia e Scienza dal periodo ellenistico alla Encyclopédie. Macchine, modelli, rappresentazione della natura, circolazione dei saperi, 2007
- International Symposium "Bruno de Finetti Centenary Conference", 2006
- Il Sistema del Mondo: da Aristarco di Samo ad Einstein , 2006